# Joe Tomane
Joseph "Joe" Tomane (nacido en Palmerston North el 11 de febrero de 1990) es un jugador de rugby australiano de origen neozelandés, que juega de ala para la selección de rugby de Australia y, actualmente (2015) para los Brumbies en el Super Rugby.

## Primeros años
Tomane (pronunciado Toe-mah-nee) es de ascendencia samoana y de las Islas Cook. Nació en Palmerston North, Nueva Zelanda, pero se trasladó con su familia a Brisbane, Australia cuando tenía tres años de edad.
En Brisbane, Tomane acudió a la Marsden State High School y jugó rugby league junto a Israel Folau, Antonio Winterstein y Chris Sandow hasta que se pasó al Nudgee College para su año sénior. En Nudgee, jugó rugby union junto con James O'Connor. En 2007, Tomane jugó para el equipo nacional juvenil los Australian Schoolboys, como hizo O'Connor.

## Rugby league
En 2008, Tomane se unió a Melbourne Storm en la National Rugby League. En sólo su noveno juego NRL el 7 de junio de 2009, jugando contra los Brisbane Broncos, Tomane anotó tres ensayos y asumió deberes de pateador esa noche para lograr seis goles de nueve intentos para que sus puntos en total llegaran a 24, la mitad de los 48 puntos totales de Melbourne Storm esa noche, frente a los 4 puntos de Brisbane Bronco.[cita requerida]
Tomane firmó con los Gold Coast Titans en un contrato de dos años a empezar en 2010. Fue también seleccionado para el equipo de entrenamiento samoano de rugby league en 2010.

## Rugby union
En junio de 2011 Tomane firmó un contrato de dos años con los Brumbies para jugar en la competición de Super Rugby.
Tomane hizo su debut internacional jugando contra Escocia en el Hunter Stadium de Newcastle el 5 de junio de 2012. Tuvo oportunidades limitadas dadas las condiciones de humedad pero anotó un ensayo salvando un placaje. Una lesión en el tobillo que sufrió entrenando dos días más tarde le impidieron jugar los posteriores partidos contra Gales.
Seleccionado para la Copa Mundial de Rugby de 2015, en la aplastante victoria 65-3 frente a Uruguay, Tomane anotó uno de los once ensayos de su equipo.